# Aisholt
Aisholt lub Asholt – wieś w Anglii, w Somerset, w dystrykcie (unitary authority) Somerset, w civil parish Spaxton. Leży 11,2 km od miasta Bridgwater, 11,7 km od miasta Taunton i 218,6 km od Londynu. W 1931 roku civil parish liczyła 44 mieszkańców. Aisholt jest wspomniana w Domesday Book (1086) jako terra Olta.